# Dolfīyeh (ort i Iran)
Dolfīyeh (persiska: دلفیّه) är en ort i Iran.   Den ligger i provinsen Khuzestan, i den centrala delen av landet, 500 km sydväst om huvudstaden Teheran. Dolfīyeh ligger 30 meter över havet och antalet invånare är 164.
Terrängen runt Dolfīyeh är mycket platt. Runt Dolfīyeh är det ganska tätbefolkat, med 129 invånare per kvadratkilometer. Närmaste större samhälle är Deylam-e Jadīd, 0,76 km söder om Dolfīyeh. Omgivningarna runt Dolfīyeh är i huvudsak ett öppet busklandskap.